# Телематика
Телематика (Telematics) — це міждисциплінарна галузь, яка охоплює телекомунікації, транспортні технології (дорожній транспорт, безпека дорожнього руху тощо), електротехніку (датчики, прилади, прилади бездротового зв'язку тощо) та інформатику (мультимедіа, Інтернет тощо).
Приклади застосування: 
- ІТ: інформаційні системи і послуги, що задовольняють інформаційним потребам користувача.
- Об'єднання телебачення з комп'ютерними пристроями для інтегрування обробки і передавання інформації.

## Розділи телематики
- Транспортна телематика (Супутниковий моніторинг транспорту).
- Автоматизація будівель (організація виробництва).
- Телематика послуг (бізнес, комерція, логістика, уряд).
- Телематика здоров'я (телемедицина).
- Освітня телематика (дистанційне навчання).
- Телематика безпеки.